# 9,3 × 62 мм
9,3×62 мм, или  9,3×62 Mauser, — один из наиболее широко распространённых калибров для охоты на среднюю и крупную дичь.

## История
Германская колонизация Африки в начале XX века поставила на повестку дня разработку патрона, удовлетворявшего потребностям немецких поселенцев. Требовался патрон, отвечавший сразу нескольким качествам, как то: надёжность в условиях африканского климата, хорошая убойная сила, достаточная для поражения крупных копытных и дешевизна. Патроны армейских образцов не годились, поскольку считалось нежелательным ввозить в колонии боеприпасы, подходившие для военного оружия во избежание их попадания в руки местного населения.
Патрон, отвечавший этим требованиям, был разработан около 1905 года берлинским оружейником О. Боком. Первоначальная идея состояла в том, чтобы приспособить под этот патрон армейские карабины Mauser 98, рассверливая ствол. Новый патрон, получивший обозначение 9,3×62 мм, быстро завоевал популярность не только в Африке, но и повсеместно. Под него сразу же начал выпускаться самый широкий ассортимент оружия.

## Предназначение и применение
В наши дни патрон 9,3×62 мм — один из самых популярных в Европе, Северной Америке и России для охоты на копытных (прежде всего, лося и кабана) и медведя. Пули калибра 9,3 мм обладают высокой останавливающей способностью и обеспечивают уверенное поражение дичи. Пули этого патрона не сильно «рвут» тушу зверя, поэтому их можно применять и по более мелкой дичи. Недостатком патрона может считаться большая крутизна траектории пули, что на практике ограничивает стрельбу дистанцией 220—250 м, но это свойственно всем крупнокалиберным охотничьим патронам. Современные боеприпасы 9,3×62 мм в значительной степени лишены этого изъяна, особенно при правильном подборе пули.
В тропических странах этот патрон хорошо «работает» по всей средней и крупной дичи. В Африке он может с успехом использоваться при стрельбе антилоп гну, зебр, жирафов, канн и т. д. В прошлом данный калибр иногда использовался и при охоте на «большую пятёрку», но сейчас[когда?] в таких целях он не применяется никогда (тем более, что в странах Африки существуют законодательные ограничения минимального калибра для «пятёрки»). В целом, мощность патрона 9,3×62 мм для крупной толстокожей дичи недостаточна.

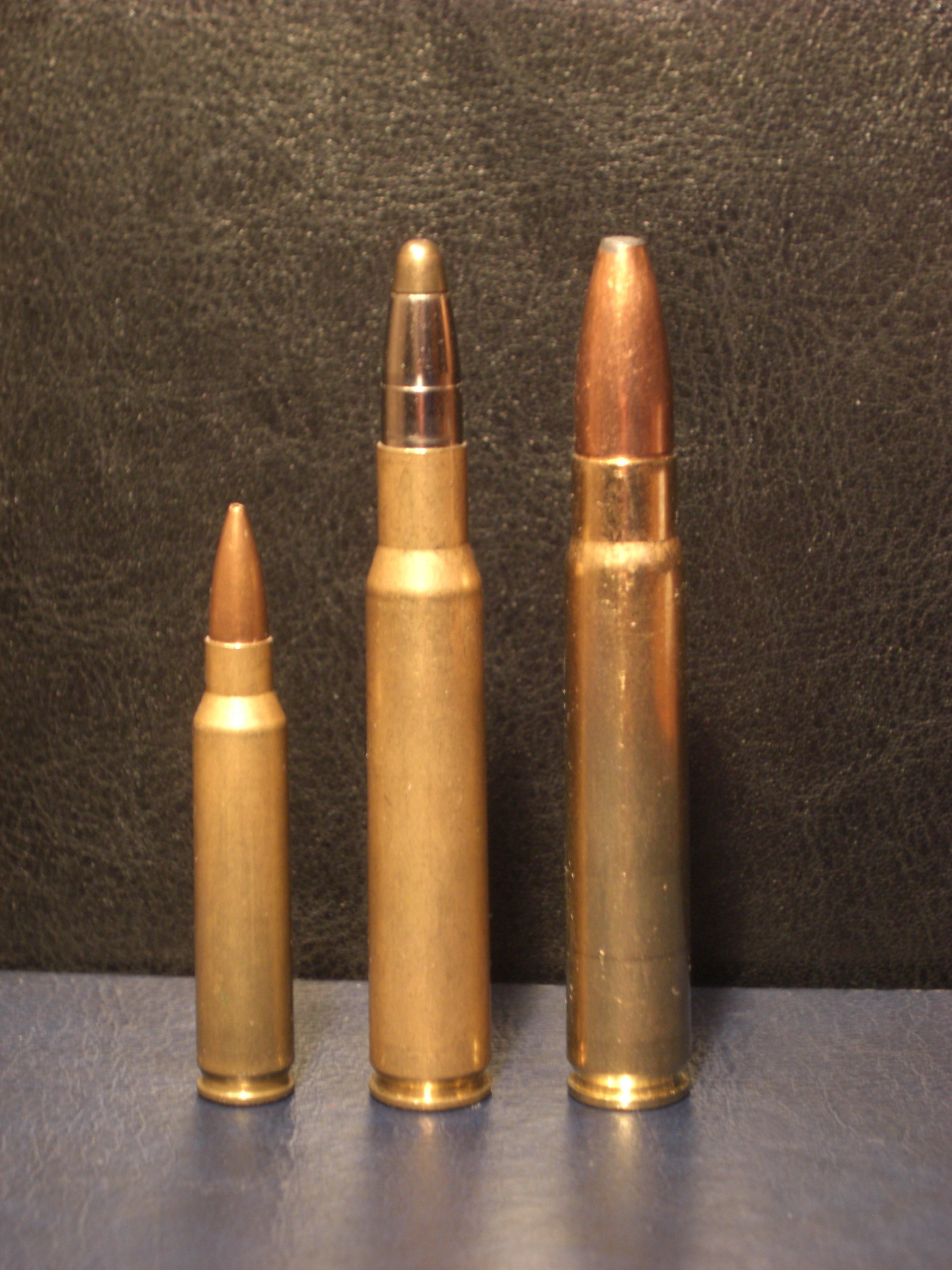
Патроны .223 Remington, .30-06 и 9,3×62 мм

Отдача при стрельбе патронами 9,3×62 мм сравнительно небольшая и переносится охотниками без труда. Это также одна из причин высокой популярности этого калибра.
Сейчас[когда?] патроны 9,3×62 мм выпускаются всеми ведущими оружейными фирмами. В продаже можно встретить широкий выбор патронов этого калибра с самыми разнообразными пулями. Цена одного патрона — примерно 5-7 долл.
На базе патрона 9,3×62 мм был разработан его эквивалент для использования в штуцерах — патрон 9,3×74 мм с рантом, который, заметно отличаясь от своего предшественника внешним видом, имеет почти такие же баллистические данные.